# The Central European Journal of Social Sciences and Humanities
Środkowoeuropejskie Czasopismo Nauk Społecznych i Humanistycznych; ang. The Central European Journal of Social Sciences and Humanities, CEJSH – elektroniczne, ogólnodostępne (open access) czasopismo gromadzące w internetowej bazie danych angielskie streszczenia artykułów i rozpraw, które ukazały się głównie w językach narodowych w czasopismach poświęconych naukom społecznym i humanistycznym, wydawanych w Europie Środkowej, przede wszystkim w Czechach, Polsce, Słowacji i na Węgrzech.
Poprzez swą działalność CEJSH upowszechnia publikacje naukowe, które – z uwagi na barierę językową oraz niewielki udział w międzynarodowym obiegu naukowym (niskie nakłady oraz mała dostępność dużej liczby zamieszczających je czasopism) – są niedostatecznie znane nawet wśród najbliższych sąsiadów.
CEJSH utworzone zostało decyzją władz Akademii Nauk Republiki Czeskiej, Polskiej Akademii Nauk (PAN), Słowackiej Akademii Nauk oraz Węgierskiej Akademii Nauk i rozpoczęło swą działalność w końcu 2004. PAN pozostaje organizatorem i koordynatorem działalności CEJSH. Bezpłatna publikacja streszczeń możliwa jest dzięki współpracy z redakcjami czasopism naukowych.
Redaktorem Naczelnym CEJSH (kierującym także jego polską redakcją) jest dr Miłosz Sosnowski. Redaktorami: czeskiej, słowackiej i węgierskiej redakcji CEJSH są odpowiednio: Prof. PhDr. Pavel Janoušek CSc., prof. František Novosad i Erika Nagy.